# Liste des gratte-ciel de Nashville
Depuis la construction du Nashville Life & Casualty Tower en 1957, 27 immeubles d'au moins 100 mètres de hauteur ont été construits à Nashville dans l'État du Tennessee aux États-Unis.

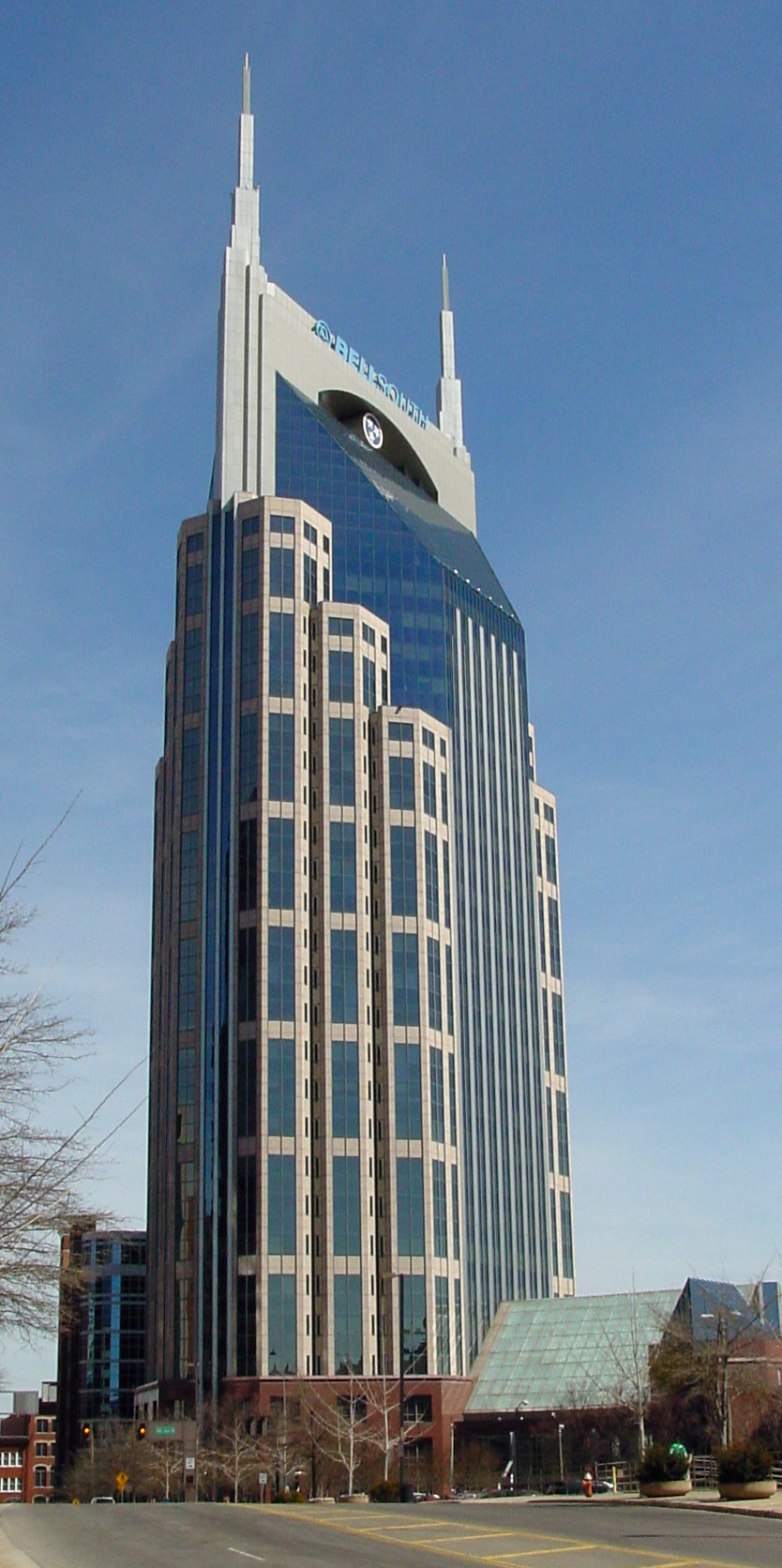
AT&T Building

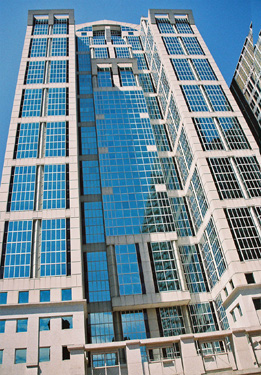
Fifth Third Center

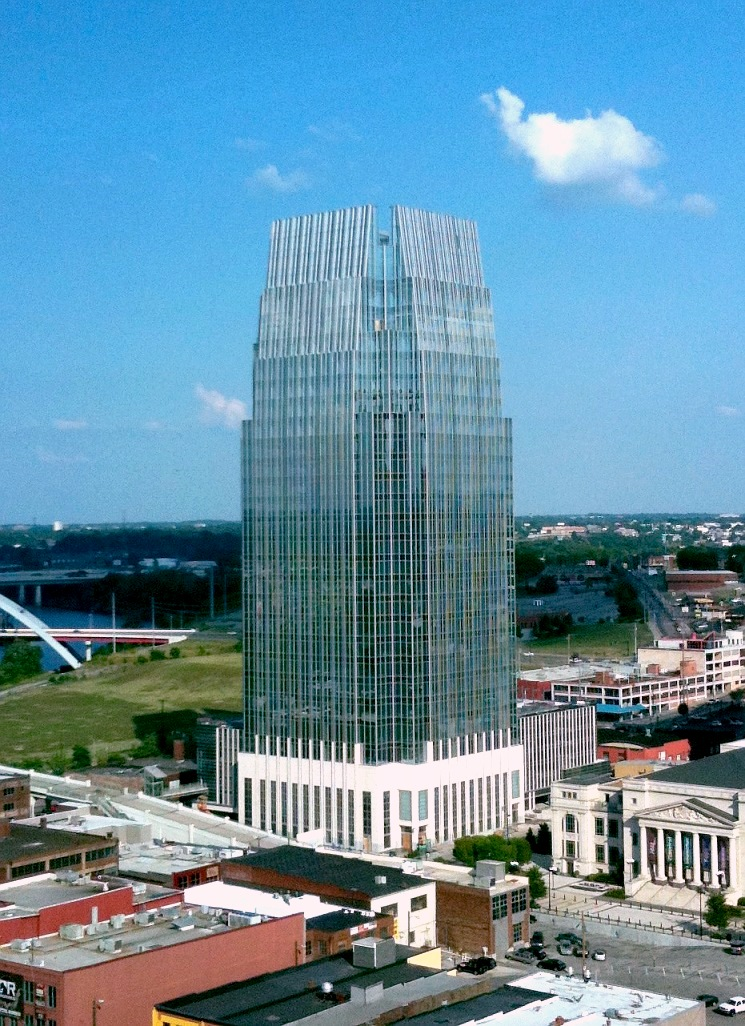
The Pinnacle

Fin 2022, la liste des immeubles de 100 mètres de hauteur et plus est la suivante.
| Rang | Nom                                 | Hauteur | Étages | Année |
| ---- | ----------------------------------- | ------- | ------ | ----- |
| 1    | AT&T Building                       | 188 m   | 33     | 1994  |
| 2    | Four Seasons Hotel and Residences   | 165 m   | 40     | 2021  |
| 3    | 505                                 | 159 m   | 46     | 2018  |
| 4    | Bridgestone Tower                   | 140 m   | 30     | 2017  |
| 5    | William R Snodgrass Tennessee Tower | 138 m   | 31     | 1970  |
| 6    | Fifth Third Center                  | 133 m   | 30     | 1986  |
| 7    | The Place at Fifth + Broadway       | 132 m   | 34     | 2019  |
| 8    | The Pinnacle                        | 132 m   | 29     | 2010  |
| 9    | Amazon Tower 2                      | 128 m   | 28     | 2022  |
| 10   | The Alcove Tower                    | 127 m   | 34     | 2023  |
| 11   | Life & Casualty Tower               | 125 m   | 30     | 1957  |
| 12   | Conrad Hotel and Residences         | 124 m   | 35     | 2021  |
| 13   | Nashville City Center               | 123 m   | 27     | 1988  |
| 14   | James K Polk State Office Building  | 119 m   | 24     | 1981  |
| 15   | JW Marriot Nashville                | 118 m   | 34     | 2018  |
| 16   | Renaissance Nashville Hotel         | 117 m   | 35     | 1987  |
| 17   | Embassy Suites                      | 117 m   | 30     | 2021  |
| 18   | Viridian                            | 115 m   | 31     | 2006  |
| 19   | 805 Lea                             | 110 m   | 30     | 2021  |
| 20   | One Nashville Place                 | 109 m   | 23     | 1985  |
| 21   | One22One Tower                      | 109 m   | 28     | 2022  |
| 22   | UBS Tower                           | 108 m   | 28     | 1974  |
| 23   | The SoBro                           | 105 m   | 33     | 2016  |
| 24   | Endeavor Tower                      | 105 m   | 27     | 2019  |
| 24   | Amazon Tower 1                      | 105 m   | 21     | 2020  |
| 26   | Westin Hotel                        | 103 m   | 27     | 2016  |
| 27   | 501 Commerce                        | 101 m   | 26     | 2020  |